# Barwena żółta
Barwena żółta (Upeneus sulphureus) – gatunek ryby z rodziny barwenowatych.

## Występowanie
Ocean Indyjski i wschodni Ocean Spokojny od wschodniej Afryki po Azję Południowo-Wschodnią. Na północ sięga do Chin, na południe po północną Australię i Fidżi.
Żyje w przybrzeżnych wodach na głębokości 10–90 m. Wchodzi do ujść rzek. Tworzy ławice. 

## Cechy morfologiczne
Osiąga 20 cm (maksymalnie 23 cm) długości. Wzdłuż linii bocznej 34–37 łusek. Na pierwszym łuku skrzelowym 27–28 wyrostków filtracyjnych, 7–8 na górnej części i 19–21 na dolnej. W płetwach grzbietowych 8 twardych i 9 miękkich promieni; w płetwie odbytowej 1 twardy i 7 miękkich promieni. W płetwach piersiowych 15–16 promieni; w płetwach brzusznych 1 twardy i 5 miękkich promieni.
Ubarwienie ciała srebrzyste z jasnobrązowym odcieniem, brzuch biały, wzdłuż boków dwie żółte pręgi. Na płetwie ogonowej brak poprzecznych pręg, jej górny płat jest szary, podstawa dolnego płatu żółtawa. N górnym krańcu pierwszej płetwy grzbietowej czarna plama. Wąsy białe, tęczówka czerwona.

## Znaczenie
Małe znaczenie w rybołówstwie. Hodowana w akwariach.